# Probaryconus heidemanni
Probaryconus heidemanni är en stekelart som först beskrevs av William Harris Ashmead 1964.  Probaryconus heidemanni ingår i släktet Probaryconus och familjen Scelionidae. Inga underarter finns listade i Catalogue of Life.